# Bitten Høegh-Dam
Bitten Høegh-Dam (* 1965) ist eine grönländische Politikerin (Siumut) und Lehrerin.

## Leben
Bitten Høegh-Dam ist Lehrerin. Sie ist verheiratet mit dem Fischereiunternehmer Kim Høegh-Dam. Aus der Ehe entstammen die Kinder Minik Høegh-Dam, Qarsoq Høegh-Dam und Aki-Matilda Høegh-Dam, die allesamt ebenfalls Politiker sind.
Bitten Høegh-Dam kandidierte bei der Parlamentswahl 2009 und erreichte den vierten Nachrückerplatz der Siumut. Im Oktober und November 2009 wurde sie für einen Monat als Stellvertreterin Mitglied im Inatsisartut. Bei der Kommunalwahl 2017 erreichte sie den fünften Nachrückerplatz der Siumut in der Kommuneqarfik Sermersooq.